# Trương Thực
Trương Thực (giản thể: 张寔; phồn thể: 張寔; bính âm: Zhāng Shí, ?–320) là một quân phiệt và người cai trị nước Tiền Lương. Ông là con trai cả của Trương Quỹ, thứ sử Lương Châu dưới thời nhà Tấn. Năm 314, ông được thừa kế tước hiệu Tây Bình vương và chức vụ thứ sử Lương Châu từ phụ thân. Khi Tây Tấn sụp đổ, Trương Thực tuyên bố Lương là một nước chư hầu và sử dụng niên hiệu của triều Tấn. Năm 320, ông bị ám sát bởi một người thân cận là Diêm Sa (tiếng Trung: 閻沙). Em trai ông là Trương Mậu tiếp quản vị trí của ông. Ông được truy phong tước hiệu Lương Minh Vương (tiếng Trung: 涼明王) và miếu hiệu là Cao Tổ (高祖)